# Beaucé
Beaucé település Franciaországban, Ille-et-Vilaine megyében. Lakosainak száma 1289 fő (2022. január 1.). Beaucé Fougères, Laignelet, La Selle-en-Luitré és La Chapelle-Fleurigné községekkel határos.

## Népesség
A település népességének változása:
| Lakosok száma | 400  | 974  | 1055 | 1148 | 1299 | 1320 | 1365 | 1357 | 1355 | 1289 |
|               | 1968 | 1982 | 1990 | 2006 | 2013 | 2015 | 2017 | 2019 | 2020 | 2022 |